# 산책과 추억
산책과 추억은 제라르 드 네르발의 작품이다.
＜산책과 추억＞은 ＜오렐리아＞와 함께 작가가 마지막으로 남겨놓은 ‘회고록’의 일종이다. ‘산책’과 ‘추억’이라는 명칭이 말해주고 있듯이, 이야기 속에서 ‘장소’와 ‘과거의 기억들’이 특별한 의미로 작용하고 있다. 작가는 파리와 생제르맹, 샹티이, 상리스, 에르므농빌을 순례하면서 이 고장에서 겪은 유년시절과 젊은 시절의 아픔과 사랑을 떠올리면서 상실의 세월과 광기를 몰아내어 털어버리려는 노력을 하고 있는 것 같다. 그런 의미에서 이 작품은 ＜실비＞가 태어날 수 있었던 배경과 의미를 보여주고 있다. 이 작품은 또한 1850년대의 파리를 중심으로 한 그 주위의 사회상과 작가의 반응을 엿볼 수 있게 해주며, 특히 4∼7장에서는 작가 자신의 가장 아픈 과거를 압축해서 보여주고 있으니, ＜실비＞뿐만 아니라 작가의 다른 여러 작품들을 이해하는 데 큰 도움을 줄 수 있을 것이다.
- 이준섭 역, 실비 / 산책과 추억 , 지만지,